# RC Amor München

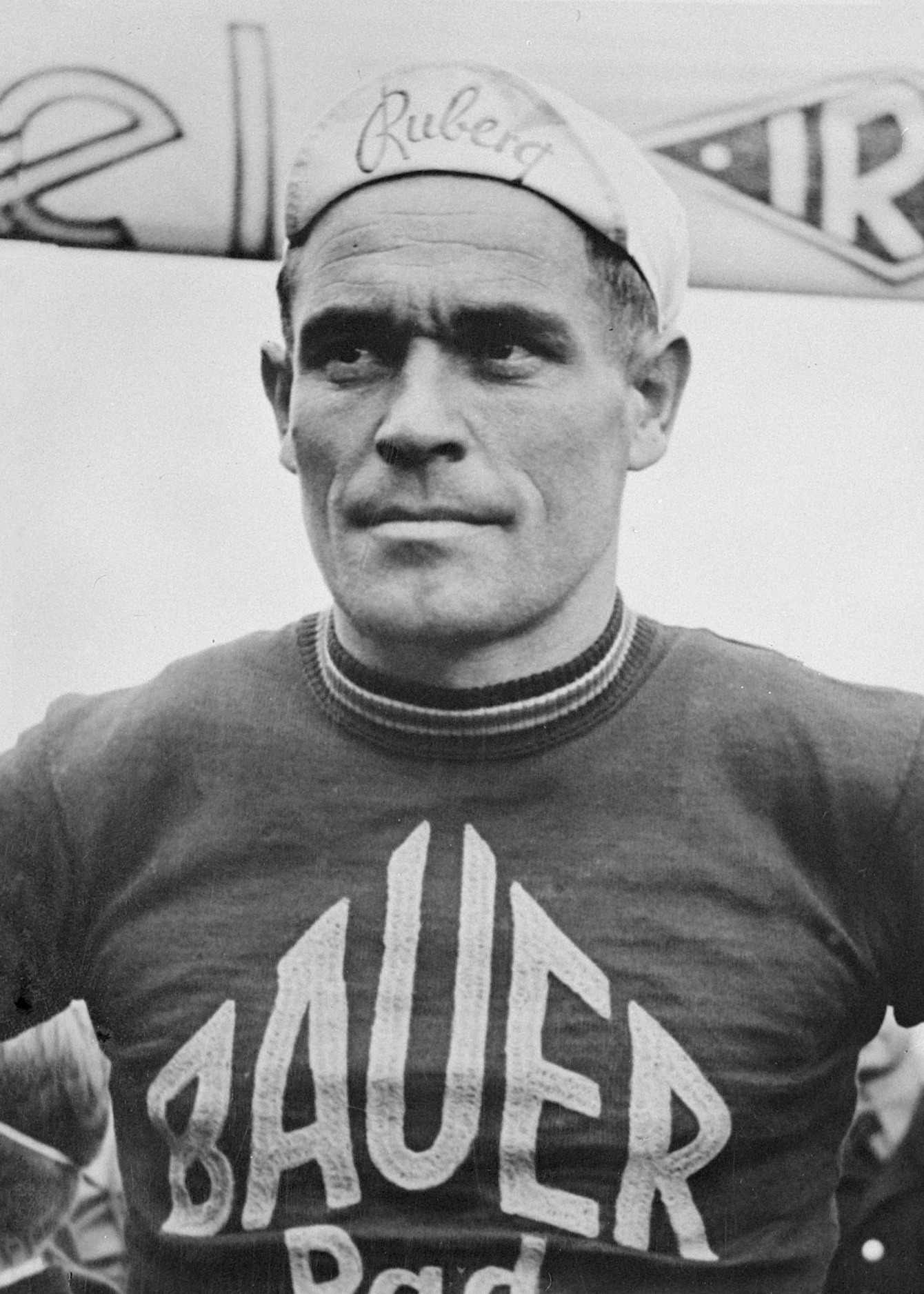
Das Amor-Mitglied Ludwig Hörmann war in der Nachkriegszeit erfolgreich.

Der Radfahrer-Club Amor 07 e.V. München ist ein Radsportverein in München. Von 1937 bis 1972 betrieb er in München die Amorbahn.

## Geschichte
Der populärste deutsche Radrennfahrer vor dem Ersten Weltkrieg war der Münchner Thaddäus Robl. Um ihrem Idol nachzueifern, gründeten 1907 neun Männer aus dem Stadtteil Neuhausen den Verein, den sie wegen ihrer Liebe zum Radsport Amor nannten. Die Mitglieder beteiligten sich hauptsächlich an Korso- und Wanderfahrten. Durch den Ersten Weltkrieg und seine Folgen dauerte es bis in die 1920er Jahre, bis das Vereinsleben in Schwung kam und auch die ersten Radrennfahrer zum Verein stießen. 1921 wurde der Verein auf Initiative des damaligen Vorsitzenden Georg Kaindl dem Bund Deutscher Radfahrer (BDR) angeschlossen.
Die Rennfahrer des Vereins errangen vor allem Erfolge auf bayerischer Ebene. 1933 allerdings wurde Otto Weckerling deutscher Vize-Meister im Straßenrennen. Besonders bekannt wurde später das Amor-Mitglied und Sieger des Radrennens Quer durchs bayerische Hochland von 1934, Franz Josef Strauß.
1939 schloss sich der Münchener Ludwig Hörmann dem Verein an und wurde im selben Jahr deutscher Amateurmeister im Straßenrennen. Nach dem Krieg wurde er der erfolgreichste und beliebteste Radrennfahrer der Stadt. Er errang insgesamt neun deutsche Meistertitel auf der Bahn und auf der Straße. 1952 wurde er bei der Straßenweltmeisterschaft der Profis in Luxemburg Dritter hinter dem Schwenninger Heinz Müller und dem Schweizer Gottfried Weilenmann. Zum Verein stieß auch der Nürnberger Georg Voggenreiter, der 1943 deutscher Meister im Sprint wurde und auch in den Jahren nach dem Krieg weitere Meistertitel errang.
Rudi Mirke aus Breslau, der 1943 und 1944 gemeinsam mit Voggenreiter deutscher Meister im Tandemrennen geworden war, gehörte zu den Rennfahrern, die nach dem Krieg aus dem Osten Deutschlands kamen und sich dem RC Amor anschlossen, ebenso Hans Preiskeit (Breslau) und der Berliner Harry Saager. Zunächst fuhren sie Rennen als Amateure, traten aber dann zu den Profis über. Saager gewann 1949 das Grüne Band der IRA, und Preiskeit wurde 1955 deutscher Straßenmeister.
1952 wurde Otto Altweck Mitglied von Amor und sollte in den kommenden Jahrzehnten den Verein entscheidend prägen, zunächst bis 1962 als aktiver Sportler; so wurde er 1959 deutscher Meister in der Einerverfolgung und 1960 gemeinsam mit seinem Vereinskamerade Sigi Renz nationaler Vize-Meister im Zweier-Mannschaftsfahren. Nach dem Ende seiner aktiven Laufbahn engagierte er sich von 1976 bis 2002 als Sportleiter und trainierte auch den Nachwuchs. Mehrfach startete er erfolgreich bei internationalen Rennen in Masters-Klassen und wurde über zehn Mal Weltmeister. Seine Tochter Gabi Altweck, ebenfalls Mitglied im Verein, errang vier deutsche Meistertitel in Sprint sowie Verfolgung und startete bei den Olympischen Spielen 1984 in Los Angeles. Weitere erfolgreiche Sportler aus den Reihen des RC Amor waren Uwe Messerschmidt, Thomas Dürst und Hans Neumayer.
1978 und 1979 wurde das Amor-Mitglied Dieter Berkmann jeweils Vize-Weltmeister im Sprint auf der Bahn.
Im Jubiläumsjahr 1987 richtete der RC Amor die deutsche Meisterschaft im Vierer-Mannschaftsfahren sowie eine Neuauflage von Quer durchs bayerische Hochland aus, und Ministerpräsident Strauß vollzog bei beiden Rennen die Siegerehrung.
Seit November 2015 sitzt der Radsportler Christian Grasmann dem Verein vor.

## Amorbahn
1937 erstellten die Amoretten, wie sich die Vereinsmitglieder selbst nennen, in Eigenarbeit die Amorbahn in Sendling, eine Aschen-Radrennbahn mit überhöhten Kurven. Seitdem 1912 die beliebte Heimbahn von Thaddäus Robl in Milbertshofen abgerissen worden war, hatte es in München keine Radrennbahn gegeben. Im November 1943 kam auf dieser neuen Bahn der luxemburgische Radsportler Richard Warnier durch einen Sturz ums Leben. (ehemalige Lage der Amorbahn)
Schon im August 1945 erhielt der Verein von den US-amerikanischen Besatzungsbehörden die Erlaubnis, auf der Amorbahn Rennen zu veranstalten, die damit die ersten öffentlichen Sportveranstaltungen in München nach dem Zweiten Weltkrieg waren. Sechs aufeinanderfolgende Renntage im Herbst des Jahres waren ausverkauft; zum Teil war der Andrang so groß, dass die Tore geschlossen werden musste.
1948 entstand auf dem Gelände der alten Radrennbahn an der Fuggerstraße eine neue Amorbahn nach Entwürfen von Clemens Schürmann, die 9000 Zuschauern Platz bot und bis 1972 in Betrieb war. Sie galt damals als „schönste und schnellste“ Radrennbahn Deutschlands; sie war 333 1/3 Meter lang, 7,25 Meter breit und die Kurvenerhöhung betrug 41,36 Grad. Der Innenraum wurde tiefergelegt und war durch einen Tunnel erreichbar. Die neue Tribüne verfügte über 2000 Sitzplätze. Die Bahn wurde am 1. Mai 1948 offiziell mit einem Renntag eröffnet. 12 000 Zuschauer sahen den Sieg des Bochumer Stehers Walter Lohmann. Erster Bahnwart war der frühere Schrittmacher Emil Meinhold.
Auf der Bahn, wo auch Steherrennen ausgetragen wurden, stellte der Radsportler Heinrich Schwarzer im ersten Jahr ihres Bestehens einen neuen deutschen Stundenrekord über 44,279 Kilometer auf. Ebenfalls 1948 fanden im Innenraum der Rennbahn auch Boxkämpfe statt. Später folgten im Innenraum auch Stockcar-Rennen. Im selben Jahr ließ der Vereinsvorsitzende Fritz Schöpf von Schürmann eine 153 (später 166,6) Meter lange Winterbahn in einer Messehalle auf der Theresienhöhe errichten, auf der bis 1954 Sechstagerennen sowie andere Profi- und Amateurrennen stattfanden, die auch vom Verein organisiert wurden.
1949 endete die Rundfahrt Grünes Band der IRA, eine Vorgängerin der Deutschland Tour, nach 13 Etappen in der Amorbahn. 1950 wurden auf dieser Radrennbahn die deutschen Meisterschaften im Bahnradsport ausgetragen. 1963 gewann hier das Vereinsmitglied Sigi Renz gemeinsam mit Klaus Bugdahl die deutsche Meisterschaft im Zweier-Mannschaftsfahren der Profis. Im Olympiajahr 1972 diente die Amorbahn als Trainingsstätte für die Teilnehmer der Olympischen Spiele. Letztes Rennen auf der Bahn war 1972 der „Große Sprinterpreis von München“, den der Franzose Daniel Morelon gewann.
Die Überreste der Bahn wurden erst abgerissen, als ab 1978 der Westpark angelegt wurde.